# De Nekker

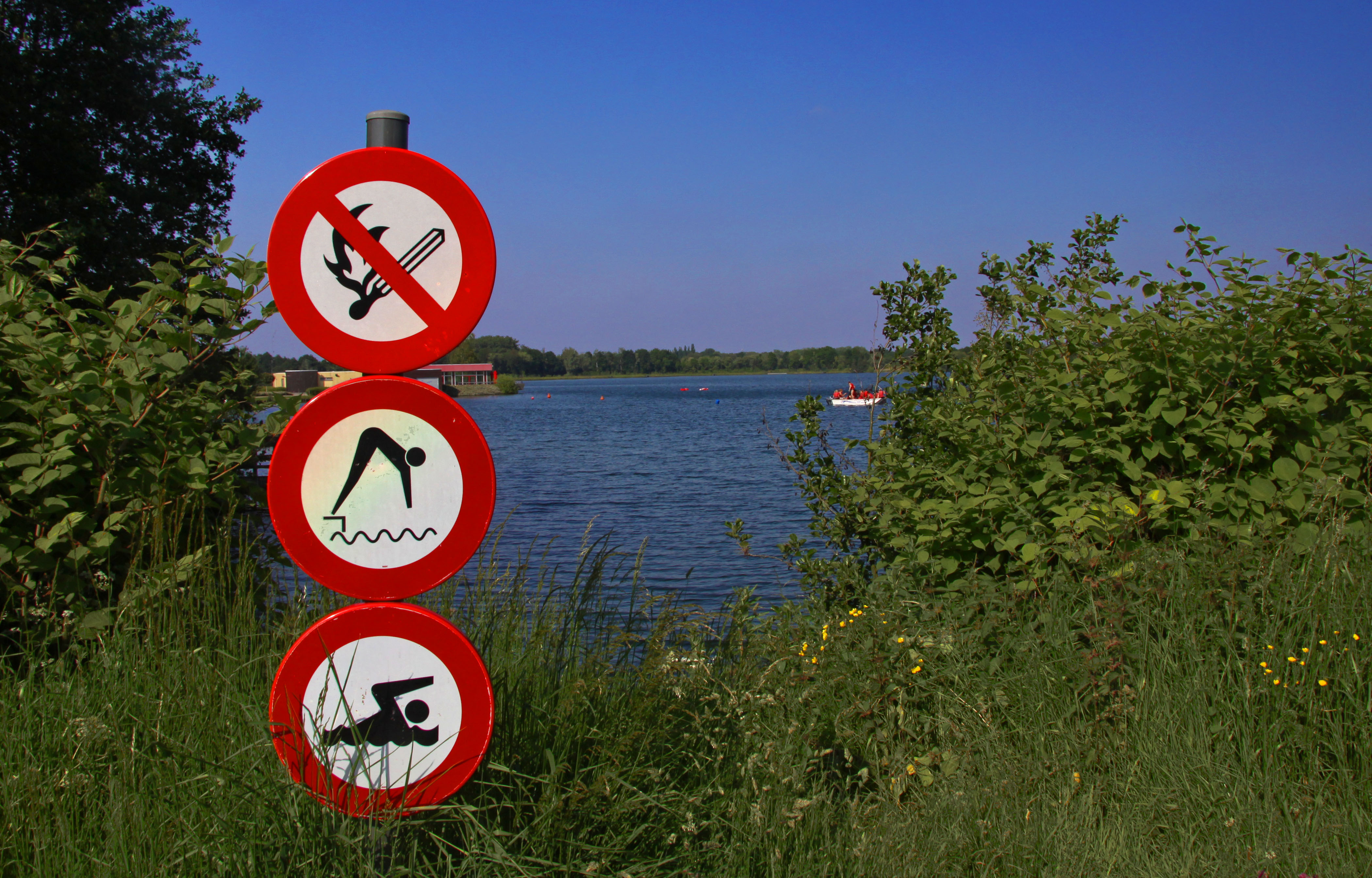
Recreatiedomein De Nekker

De Nekker is een provinciaal sport- en recreatiedomein in de Belgische stad Mechelen. Het ligt ten zuidoosten van het stadscentrum, bij de wijk Nekkerspoel.
Naast de vele sporten die beoefend kunnen worden in sporthallen (handbal, basket, volley, squash e.d.) of buiten (bijvoorbeeld voetbal, hockey, tennis, atletiek en minigolf), is er ook een stukje strand aan een grote vijver, waar aan watersporten kan gedaan worden, en een overdekt zwembad.
Voorbij het domein, als men de rivier de Dijle verder volgt, ligt het uitgestrekt natuur- en wandelgebied het Mechels Broek. Vlakbij, aan de overzijde van de N15, ligt ook de grote evenementen- en tentoonstellingshal Nekkerhal.
De naam "De Nekker" komt van nikker (een waterduivel) die volgens de legende in de poel zou gewoond hebben en wandelaars zou "genekt" dus gesard hebben. Ook volgens de legende zou Sint-Rombout de Nekker verjaagd hebben.